# جک مری
جک مری (انگلیسی: Jack Murray؛ ۳۱ مه ۱۹۰۰ – ۷ فوریه ۱۹۶۱) تدوین‌گر اهل ایالات متحده آمریکا بوده است.  

## زندگی‌نامه
مری که در خانواده جان وینکوپ موری پدر و لوئیس گرییر به دنیا آمد ، در جورجیا بزرگ شد. وقتی او جوان بود والدینش طلاق گرفتند و او و برادرش کلارک به دنبال مادرشان به لس آنجلس رفتند، جایی که او به همراه همسر دومش، آرتور جی. زلنر (مدیر تبلیغات آینده در MGM) به عنوان فیلمنامه نویس کار می کرد. کلارک گریر موری دستیار کارگردان شد.

## فیلم‌شناسی
- گران کاناریا (۱۹۳۴)
- فراری (۱۹۴۷)
- سه پدرخوانده (۱۹۴۸)
- ریو گرانده (۱۹۵۰)
- آقای رابرتس (۱۹۵۵)